# Nicolae T. Petrescu
T. Nicolae Petrescu (n. 1888 – d. 1946) a fost un general român care a luptat în cel de-al Doilea Război Mondial. Nicolae T. Petrescu s-a retras din armată în 1942.

## Decorații
- Ordinul „Coroana României” în gradul de Comandor (8 iunie 1940)[2]